# Капата (Бакау)
Капата (рум. Capăta) насеље је у Румунији у округу Бакау у општини Гура Ваиј. Oпштина се налази на надморској висини од 443 m.

## Становништво
Према подацима из 2002. године у насељу је живело 400 становника, од којих су сви румунске националности.